# Anthien
 Anthien  es una población y comuna francesa, en la región de Borgoña, departamento de Nièvre, en el distrito de Clamecy y cantón de Corbigny.

## Demografía
| 278 | 260 | 252 | 232 | 211 | 168 | 168 |
| Para los censos de 1962 a 1999 la población legal corresponde a la población sin duplicidades (Fuente: INSEE [Consultar]) |     |     |     |     |     |     |